# RATP Dev Asia
RATP Dev Asia(アールエーティーピー・デブ・アジア)は、パリ交通公団(RATP Dev)の子会社でアジアで公共交通サービスを運営する。 2020年10月までRATP Devとトランスデブが50/50で所有する合弁会社、RATP Dev Transdev Asia（RDTA）であった。
2009年7月にRATP Devとヴェオリア・トランスポール(トランスデブの前身)によってVeolia Transport RATP Asia (VTRA)が設立され、当初の事業期間は20年間であった。設立時に、Veolia Transport KoreaとVeolia Transport China Limited (VTCL)を含む、ヴェオリア・トランスポールの全アジアの事業会社と契約を吸収した。
過去に様々な名称で知られ (会社名参照)、完全子会社である香港トラムの車庫の一つに本社が置かれた。
RDTAは最盛期に中国、香港、韓国、フィリピン、インドで事業を展開していた。 2020年、香港トラムとマニラ事業のみがRDTAの事業となり、10月、Transdevが撤退しRATP Devの単独所有となった。

## 運営
RDTA が現在運営：
- 2009年4月より、香港島を走る香港トラム [9]
- 2015年から、フィリピンのマニラで運行されているマニラ・ライトレール・トランジット・システム1号線
- 2027年から、シンガポールのジュロン・リージョン線

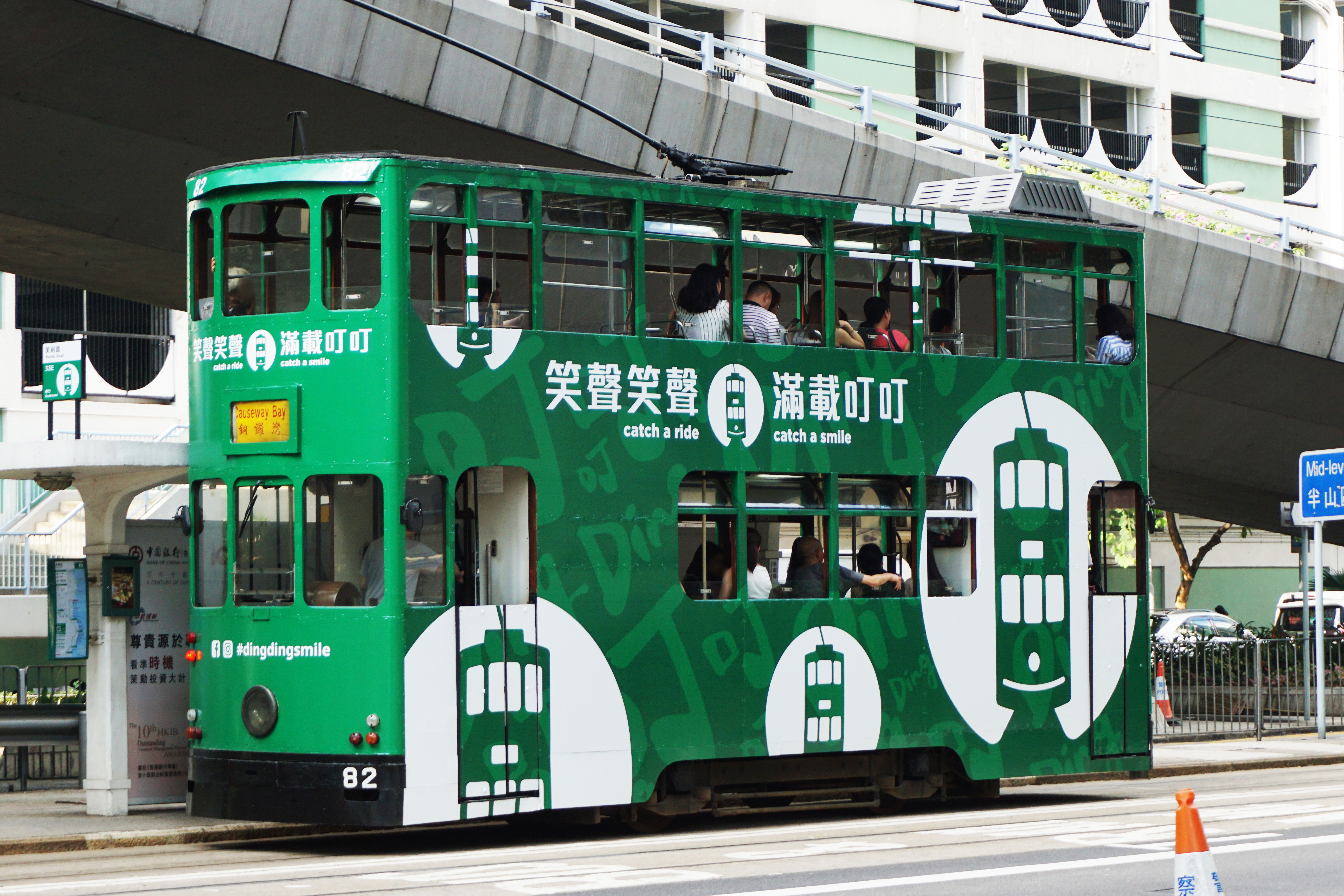
香港トラム

### 香港
RDTAは香港島で路面電車を運行する香港トラムウェイズの株式を100%所有し、運営している。ヴェオリア運輸の中国子会社であるヴェオリア運輸中国有限公司（VTCL）は、2009年4月に所有者であるThe Wharf (Holdings) から50%の株式を購入し、3か月後の2009年7月にVTRAが設立されて引き継がれ、2010年に残り50%の株式を購入した。 他の事業が政府、協議会、またはコンセッション会社によって契約されているのとは対照的に、完全に所有する唯一の事業である。

### マニラ
RDTAは、ライトレールマニラコーポレーション（LRMC：運営権者）との20年契約で、2015年からフィリピン・マニラLRT1号線を運行している。RATP DevはRDTAに運行を委託した。LRMCは、路線の運営・保守、および延伸区間の建設に関する事業権を取得した。 9駅の延伸区間は2018年に完成予定である。
この事業は、トランスデブトランスデブの事業として記載されておらず、トランスデブRDTAとRATP Devのウェブサイトには記載されている。

### シンガポール
シンガポール・ワン・レール（SOR）は、地元のバス・鉄道事業者であるSBSトランジットとRATP Dev Asia Pacificの合弁会社であり、MRTジュロン・リージョン線の開通後の運営事業の入札を受注した。路線は2027年に開通予定で、パートナーシップは、当初9年間のライセンス期間に基づいて路線を運営し、LTAの許可により2年間の延長が認められる可能性もある。

## 以前の事業
RDTAがかつて運営していた事業:
- 2008年から中国の安慶市にある安慶中北バス
- 2014年6月から2019年6月まで、インド・ムンバイ・Mumbai Metro Line 1
- 2009年7月から2019年6月まで、韓国・ソウル・地下鉄9号線
- 2011年から2014年まで、マカオ・Reolianバス
- 2008年から2010年代、さまざまな時期の南京および近隣都市のバス（現在は安慶の運行のみ）
- 2013年8月から2016年/2017年、中国・瀋陽で瀋陽有軌電車

### マカオ
VTRAは、マカオ・HNグループとの合弁会社として、Reolianを65%所有していた。レオリアンは2013年10月に破産申請した後、2011年8月から2014年7月までマカオでバスを運行していた。現在は、Macau Nova Era de Autocarros Públicos（マカオ新時代公共バス）が引き継ぎ、現在はトランスポートス・コンパニア・デ・マカオ 澳門公共汽車(Transportas Companhia de Macau)に合併されている。

### ムンバイ
RDTAは、2009年3月に設立のメトロワンオペレーションプライベートリミテッド（MOOPL）の70％を所有し、2014年6月から5年契約でインドのMumbai Metro Line 1 を運営した。  MOOPLの残りの30％は、リライアンスグループの子会社であるリライアンス・インフラストラクチャーが所有し、RDTAは、運営契約の延長を計画しているほか、インドの他の都市での地下鉄プロジェクトへの入札も検討した。契約は2019年6月に切れ、運営は公共交通局に内部化された。
RDTAは、2006年12月設立の特別目的事業体ムンバイメトロワン株式会社（MMOPL）の5％を所有し、同社は路線を所有し、建設を担当した。リライアンスインフラストラクチャーの69％を所有し、Mumbai Metropolitan Region Development Authority （MMRDA）は26％を所有している。

### 南京と安徽省の都市
RDTAは2008年から30年間、南京中北(2016年から南京公益事業開発に改名)との合弁事業で、南京郊外の蘆河と浦口、および中国の近隣都市である馬鞍山、淮南、淮北、隣接する安徽省の安慶でバスを運行してきた。  2018年1月現在、RDTAは安慶でのみバスを運行している。
2008年5月、ヴェオリア運輸中国有限公司（VTCL）は、南京の運輸会社 南京中北と「南京中北ヴェオリア運輸」を設立し49%を保有した。設立後、南京中北の関連企業と以下の事業を引き継いだ。
- 江蘇省 南京、南京中北の浦口子会社（南京中北が全額出資）
- 江蘇省 南京、南京中北の鹿和子会社（南京中北が全額出資）
- 安徽省 安慶市、安慶中北客運会社（南京中北が73.78％所有）
- 安徽省 淮北市、淮北中北客運会社(南京中北が52%所有)
- 安徽省 淮南市、淮南中北客運会社(南京中北が83.09%を所有)
- 安徽省 馬鞍山市、馬鞍山中北客運会社(南京中北が60%所有)

合弁会社の持分49%は、2009年7月にVTRAが設立された際に引き継がれた。
2012年7月、南京中北の親会社である南京公益株の再編で、合弁会社の南京事業（南京中北ヴェオリア路和と南京中北ヴェオリア浦口）は南京公共交通グループ（南京公共交通株の子会社）に売却され、その子会社である南京揚子公共交通有限公司の傘下に入った。 2016年6月、南京中北は親会社にちなんで南京公共事業開発に改名されたが、合弁会社の名称は変更されなかった。
2014年までに、合弁会社は淮南、淮北、安慶のバス事業のみとなり、2016年には淮北と安慶のバス事業のみとなった。 2016年8月、RDTAは淮北中北の株式52%を売却し、2017年末、RDTAのバス事業は安慶のみとなった。

### ソウル
2005年、ソウル地下鉄100%所有のソウル地下鉄9号線株式会社(SML9) はソウル市と契約し、ソウル地下鉄9号線 (メトロ9)の路線フェーズ1開発、路線の建設を監督し、フランチャイジーとなった。
2007年、Veolia Transport Korea(80％) と現代ロテム(20％)の合弁で SOUTHLINK9 が設立され、2008年10月、Seoul Line 9 Operation (SL9) に改名された。
2009年7月、VTRAが設立され SL9 の Veolia Transport Korea の持ち分は引き継がれ RDTA の保有となった。RDTA は SML9 とメトロ9路線の第1期運営と保守を契約し、SL9が担当した。 
運営契約は2013年に10年間延長された後に期限切れとなり、路線の運営は公共交通局に内部化された。
フェーズ2以降はSLM9が路線営業権取得者・運営者である。SLM9とSL9は一般的にメトロ9と呼ばれる。

### 瀋陽
RDTAは中国北東部の遼寧省で 瀋陽有軌電車の1号線、2号線、5号線を運行しており、運行会社は市営の「瀋陽渾南現代交通有限公司」(51%)とRDTA(49%)が所有している。路面電車は2013年8月31日に開通した。60kmの路面電車網を運行する契約期間は3年間であった。 RDTAは2017年12月現在、路面電車の運行を行っていない。

## 歴史
2006年、インドでヴェオリア・トランスポールはにムンバイ地下鉄1号線を建設するため、ムンバイ・メトロ・ワン・プライベート・リミテッド (MMOPL) という特別目的会社を設立し2019年まで運営した。
2007年3月、韓国で、Veolia Transport Korea (80%) と現代ロテム (20%) の合弁で Southlink 9 を設立し、ソウル地下鉄9号線の10年運営契約を獲得し、2009年に開通し2023年まで運営した。
2008年9月、中国で Veolia Transport China Limited (VTCL) と南京中北との合弁企業が中国国内でバスを運行していたほか、香港トラムの株式50%を保有し、2010年に100%保有となった。  
2009年、ヴェオリア・トランスポールと RATP Devの合弁で Veolia Transport RATP Asia (VTRA) とが設立され、前述のヴェオリアの事業会社と契約は、VTRAに引き継がれた。当初の事業期間は20年間であった。
2011年、ヴェオリア・トランスポールはTransdev S.A.と合併してヴェオリア・トランスデブとなり、2013年7月にブランド名をトランスデブに変更した。
2020年10月、トランスデブから事業を譲り受け、RATP Devの子会社 RATP Dev Asiaとなる。

### 会社名
ヴェオリア・トランスデブとの合併とトランスデブへのブランド変更により、合弁会社は固定名称を持たず、両社の名称を併せた名称であったため、様々な名称で呼ばれていた。2017年にRDTAのウェブサイトが開設されるまで、名称はRDTAと確定していなかった。
Veolia Transport China Limited (VTCL)という名称はほとんど使われておらず、Southlink 9 形成時にのみ使用されていた。
VTRAの設立後も、2015年4月の香港トラムウェイズ（香港路面電車）ウェブサイト には Veolia Transport China Limited (VTCL) という名称が記載されていた。同年後半にウェブサイトがリニューアルされ、現在は合弁会社名が更新されている。Transdev、RATP、そして旧VTRAのウェブサイトには、VTCLという名称は一切記載されていない。
2011年から2013年まで、ReolianのWebサイト では、所有者をVeolia Transport RATP および HN Group と呼んでいる。
2014年8月、トランスデブはプレスリリースで、合弁会社をTransdev RATPDev と呼称した。2015年、合弁会社がシンガポールでブリムバスの契約入札を行っていた際、2015年6月時点のシンガポールのウェブサイトではVTRAという名称が使用されていた。しかし、入札プロセスで使用された正式名称は、現在の名称であるRATPデブ・トランスデブ・アジアであった。入札は最終的にTower Transit Singaporeに落札され、ウェブサイトはその後まもなく削除された。
2016年8月のRATP Devウェブサイトでも、合弁事業は現在の名称で言及されていた。また、RATP Devは2017年12月のソウルメトロに関するリンク でも、現在のRDTAの名称について言及している。
過去および現在の名称の概要:
- Veolia Transport Korea: 2007–2009 (韓国のみ)
- Veolia Transport China Limited (VTCL): 2008–2015 (中国と香港での事業のみ)
- Veolia Transport RATP Dev (VTRA): 2009–2015
- Veolia Transport RATP: 2011–2013
- Transdev RATPDev: 2014
- RATP Dev Transdev Asia (RDTA): 2015–現在